# Hydroxylammoniumsulfaat
Hydroxylammoniumsulfaat is een corrosief zout, met als brutoformule H8N2O6S. De formule (NH3OH)2SO4 geeft echter beter de structuur van de verbinding weer. De stof komt voor als een wit kristallijn poeder, dat goed oplosbaar is in water.

## Synthese
Hydroxylammoniumsulfaat kan bereid worden door een klassieke zuur-basereactie tussen hydroxylamine en zwavelzuur:
{\displaystyle \mathrm {2\ NH_{2}OH\ +\ H_{2}SO_{4}\longrightarrow \ (NH_{3}OH)_{2}SO_{4}} }

## Toepassingen
Hydroxylammoniumsulfaat wordt gebruikt bij organische syntheses om aldehyden en ketonen om te zetten in oximen, carbonzuren en hun derivaten (zoals esters) in hydroxylaminezuren, isocyanaten in N-hydroxyureaten en nitrilen in amidoximes. Het wordt ook gebruikt om hydroxylamine-O-sulfonzuur te bereiden uit oleum en chloorsulfonzuur.
Verder wordt de stof gebruikt bij de productie van geneesmiddelen, insecticiden, herbiciden, plantenhormonen, rubber, textiel, plastics en detergenten. Het doet dienst als radicalenvanger om bepaalde radicalaire polymerisatiereacties te beëindigen. Hydroxylammoniumsulfaat is een antioxidant in natuurlijk rubber. Het wordt in de fotografie gebruikt als stabilisator bij de ontwikkeling van kleurenfoto's en als additief in fotografische emulsies voor kleurenfoto's.

## Toxicologie en veiligheid
Bij contact met een heet oppervlak of met een vlam (boven 120 °C) ontleedt de stof in zwaveltrioxide, distikstofoxide, ammoniak en water:
{\displaystyle \mathrm {2\ (NH_{3}OH)_{2}SO_{4}\longrightarrow \ 2\ SO_{3}\ +\ N_{2}O\ +\ 2\ NH_{3}\ +\ 5\ H_{2}O} }
Deze ontledingsreactie is exotherm boven 138 °C en wordt gekatalyseerd door aanwezigheid van reactieve metalen, zoals koper en diens verbindingen (legeringen en zouten).
De oplossing in water is een matig sterk zuur. Hydroxylammoniumsulfaat is een sterke reductor en reageert derhalve hevig met oxiderende stoffen, sterke basen, metaalpoeders (voornamelijk koper), nitraten, nitrieten en zware metaalzouten.
De stof is irriterend voor de ogen, de huid en de luchtwegen. Ze kan effecten hebben op het bloed, met als gevolg de vorming van methemoglobine.